# Último romano

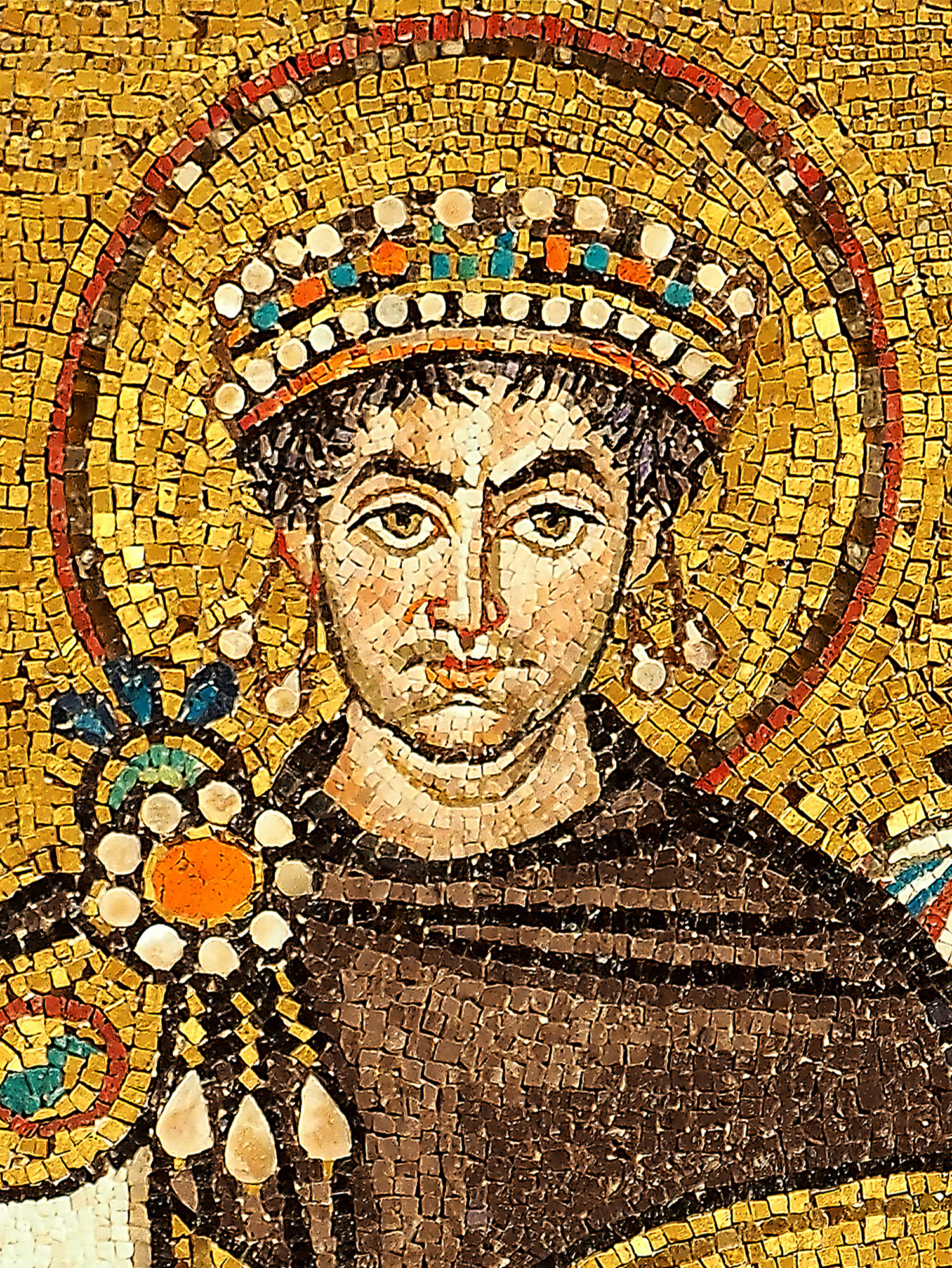
Emperador Justiniano I.

La noción de último de los romanos (Ultimus Romanorum) era el término utilizado en la Roma antigua y después  para designar a los últimos hombres que representaban los valores de la civilización romana. El primer caso utilizó, era por Julio César en una descripción de Marco Junio Bruto (el último con el viejo espíritu romano).

## Lista de personas descritas como el “último de los romanos”
- Justiniano I (482–565), segundo de la Dinastía justiniana, fue el último emperador oriental que usaba latín como lengua materna.[1]
- Belisario (505–565) fue el más famoso general de la historia de la pars orientalis y protagonista militar de la expansión del Imperio en el Mediterráneo occidental durante el reinado de Justiniano I.
- San Eulogio de Córdoba (800-859), es considerado como el último hispano-romano.
- William Congreve, llamado Ultimus Romanorum por Alexander Pope.
- Samuel Johnson, llamado Ultimus Romanorum por Thomas Carlyle.[2]

## Lista de gobernantes que, en un sentido más literal, también podría ser descrito: “Último de los romanos”
- Rómulo Augústulo, fue el último emperador romano de Occidente (de facto).
- Julio Nepote, fue el último emperador romano de Occidente (considerado el último de iure).
- Llywelyn ap Gruffydd, el último rey nativo de Gales.[3]
- Constantino XI, fue el último emperador bizantino (hasta 1453).
- David II Komnenos, fue el último emperador de Trebisonda (remanente bizantino) hasta 1461, después de Constantino XI.